# 2981 Chagall
2981 Chagall (1981 EE20) là một tiểu hành tinh vành đai chính được phát hiện ngày 2 tháng 3 năm 1981 bởi Bus, S. J. ở Siding Spring.